# Massimo Decoene
Massimo Stephane Decoene (Menen, 11 februari 2004) is een Belgisch voetballer die in het seizoen 2024/25 uitkomt voor KV Kortrijk.

## Carrière
Decoene begon zijn jeugdopleiding bij KSC Menen, de club uit zijn geboortestad Menen. Daar werd hij weggeplukt door Zulte Waregem, dat hem na een jaar al doorstuurde. Ook KV Kortrijk, waar hij drie seizoenen speelde, stuurde hem uiteindelijk door. Decoene zette zijn carrière verder bij KSV Roeselare, maar in 2020 ging de club failliet. Via STVV belandde hij uiteindelijk opnieuw bij KV Kortrijk, waar hij in het seizoen 2022/23 kapitein van de beloftenploeg was.
Decoene ondertekende in april 2023 zijn eerste profcontract bij KV Kortrijk, hierdoor was hij tot medio 2025 verbonden aan de club.
Op 30 juli 2023 maakte Decoene zijn officiële debuut in het eerste elftal van de club: op de openingsspeeldag van het seizoen 2023/24 liet trainer Edward Still hem in de 78e minuut invallen tegen KAA Gent.
Een dikke maand na zijn profdebuut, op 6 september 2023, leende Kortrijk hem voor de rest van het seizoen uit aan tweedeklasser KV Oostende. De pas uit de Jupiler Pro League gedegradeerde kustclub was net als Kortrijk slecht aan het seizoen begonnen: enkele dagen eerder had Oostende op de vierde competitiespeeldag zijn eerste punt van het seizoen binnengehaald.

## Clubstatistieken
| Seizoen         | Club            | Land            | Competitie      | Competitie | Competitie | Beker | Beker | Supercup | Supercup | Europees | Europees | Totaal | Totaal |
| Seizoen         | Club            | Land            | Competitie      | Wed.       | Dlp.       | Wed.  | Dlp.  | Wed.     | Dlp.     | Wed.     | Dlp.     | Wed.   | Dlp.   |
| --------------- | --------------- | --------------- | --------------- | ---------- | ---------- | ----- | ----- | -------- | -------- | -------- | -------- | ------ | ------ |
| 2023/24         | KV Kortrijk     | Vlag van België | Eerste klasse A | 1          | 0          | 0     | 0     | —        | —        | —        | —        | 1      | 0      |
| 2023/24         | → KV Oostende   | Vlag van België | Eerste klasse B | 21         | 0          | 5     | 0     | —        | —        | —        | —        | 26     | 0      |
| Carrière totaal | Carrière totaal | Carrière totaal | Carrière totaal | 22         | 0          | 5     | 0     | 0        | 0        | 0        | 0        | 27     | 0      |

Bijgewerkt op 24 juli 2024.